# Gebhard Müller
Gebhard Müller (Eberhardzel, 17 de abril de 1900 - Stuttgart, 7 de agosto de 1990) fue un político y jurista alemán.
Miembro del Partido de Centro hasta la llegada de Adolf Hitler al poder, se unió después de la Segunda Guerra Mundial a la Unión Demócrata Cristiana de Alemania (CDU). En 1948 se convirtió en Ministro presidente del estado federado de Württemberg-Hohenzollern, absorbido cuatro años después por el nuevo estado de Baden-Württemberg, del que fue nombrado ministro-presidente en 1953. Renunció en 1958 para hacerse cargo, tres semanas después, de la presidencia del Tribunal Constitucional Federal de Alemania, cargo que ocupó hasta 1971 cuando se retiró de la vida pública.[cita requerida]